# Koppartorp
Koppartorp är en kyrkby i Tunabergs socken i Nyköpings kommun i Södermanlands län. Koppartorp klassades av Statistiska centralbyrån fram till och med 2005 som en småort, men miste den statusen 2010 när folkmängden hade sjunkit under 50 personer. Den omfattade då även byn Tomta. År 2020 återfick den klassningen som småort, men den avregistrerades igen 2023.
Koppargruvorna vid Koppartorp har brutits sedan 1400-talet, och ingick i Tuna sockens bergslag, vilken 1626 blev en egen socken med namnet Tunaberg. Till komministerboställe anslogs hemmanet Lilla Uttervik, kallat Präst-Uttersvik, omkring 3,5 kilometer sydväst om kyrkan. En ny prästgård uppfördes dock 1925 invid kyrkan.

## Koppartorps gruvby
Kopparverkets storhetstid inföll under slutet av 1700- och början av 1800-talet sedan en fabrikör från Nyköping 1750 inmutat några fyndigheter under Koppartorps hemman. I slutet av 1700-talet fanns här 160 gruvarbetare. Malmen sändes främst till Tydikehyttan, senare till Nävekvarns styckebruk för rostning. Förutom koppar utvanns även kobolt ur gruvan. Den kobolthaltiga malmen fördes till ett vaskningsverk vid Tomtaån på sluttningen av Sågkvarnsberget, där bokningshammaren var belägen. Rester av denna finns ännu vid ån. 
Mest givande var till en början Storgruvan, senare benämnd de Beschegruvan. Dagens stora dagöppning tillkom genom ett ras 1818. Vid mitten av 1800-talet minskade lönsamheten och 1889 upphörde gruvdriften. Andra viktiga gruvor var Kabbelgruvan, Adolfsberggruvan och Kärrgruvorna.
Vid gruvbyn i Koppartorp finns idag kvar arbetarbostäder, gruvfogdens bostad, smedja, kolhus och magasin, flera från 1700-talet. I gruvfogdens bostad har Tunabergs hembygdsförening inrymt ett museum. Även i övriga delar av byn finns 1700-talsbebyggelse bevarad.

## Samhället
I Koppartorp ligger Tunabergs kyrka och en mindre skola.
I utkanten av Koppartorp ligger Simonberget, beläget i ett naturreservat med samma namn. Över och nedanför berget går två grenar av Sörmlandsleden. Den branta sydsidan av berget har sedan 1960-talet, då Hans-Olov Hedlund och Bertil Holmqvist upptäckte bergets potential för klättring, vid sidan av Bispbergs klack i Dalarna, varit ett av Mellansveriges mest betydelsefulla klätterberg.[källa behövs]

## Bilder

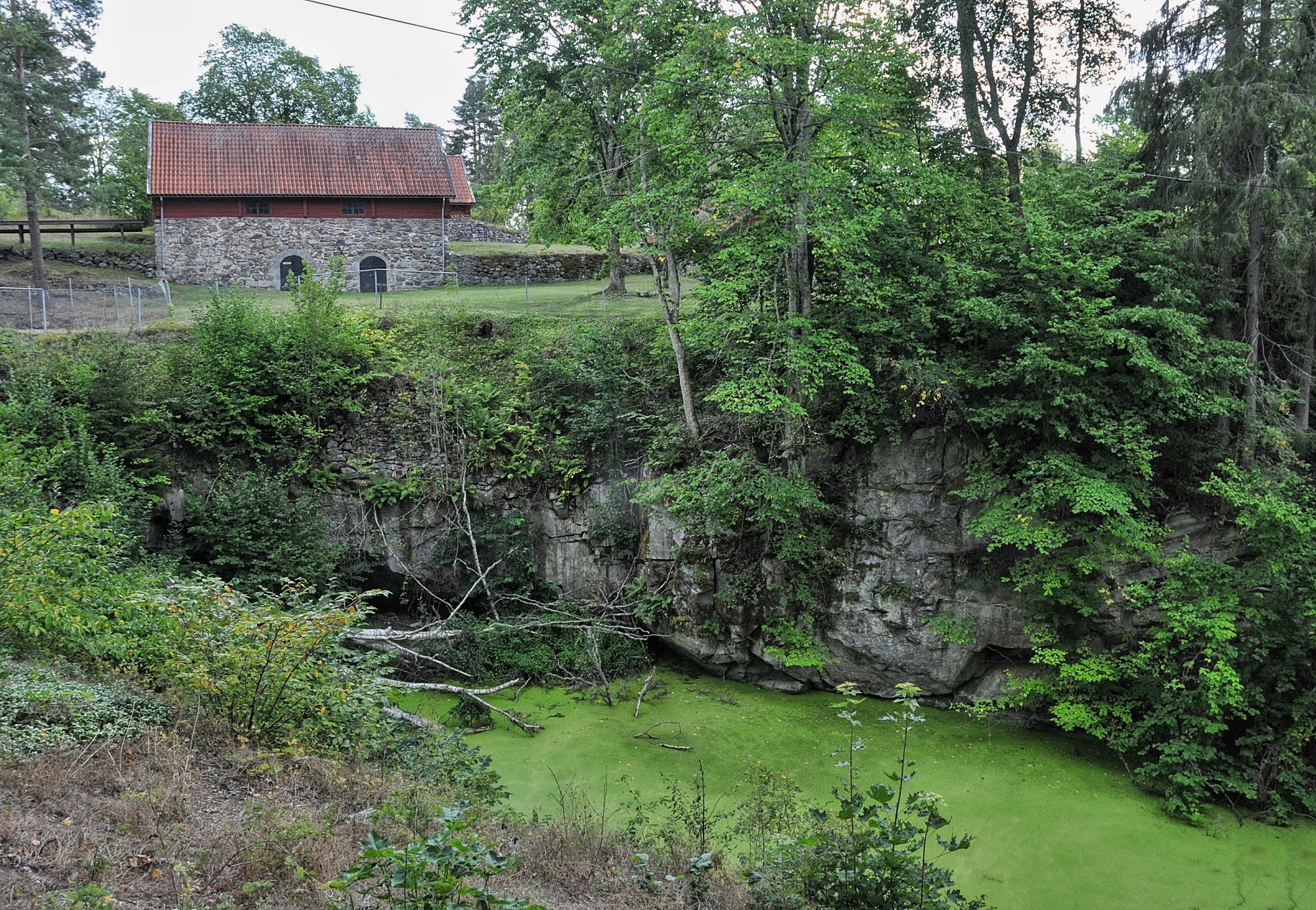
Storgruvan i Koppartorp.
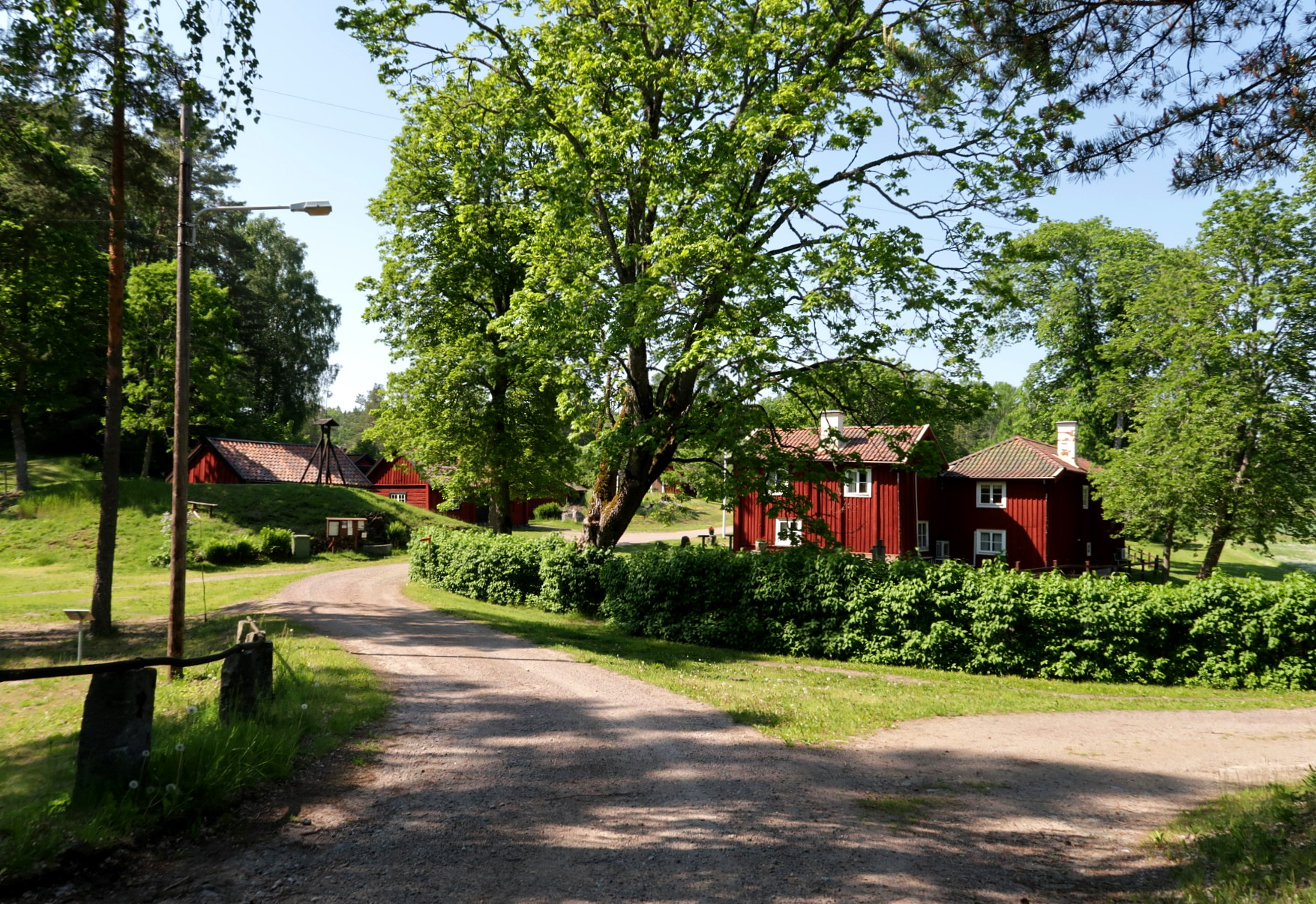
Koppartorps gruvby.
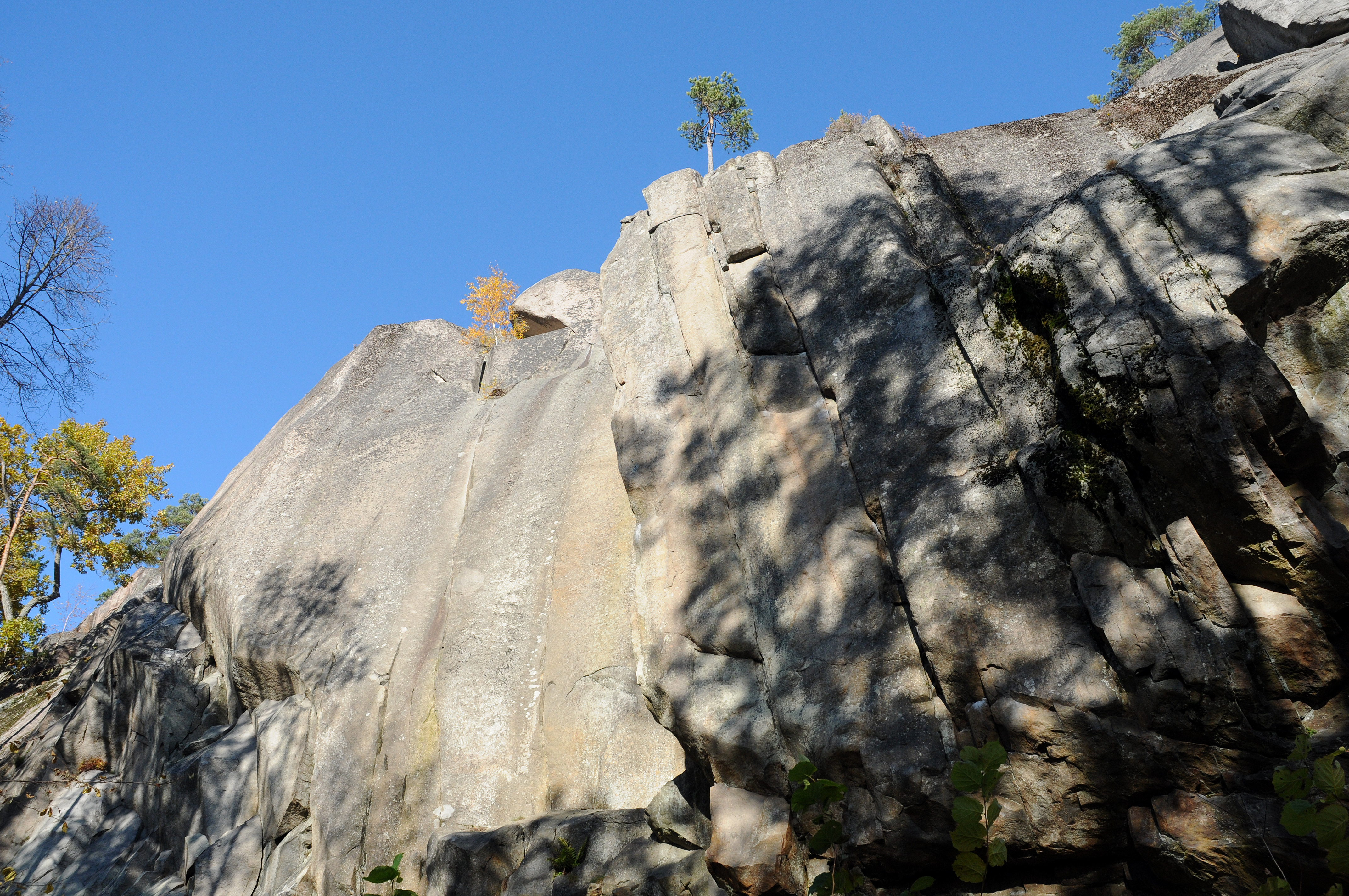
Simonberget.
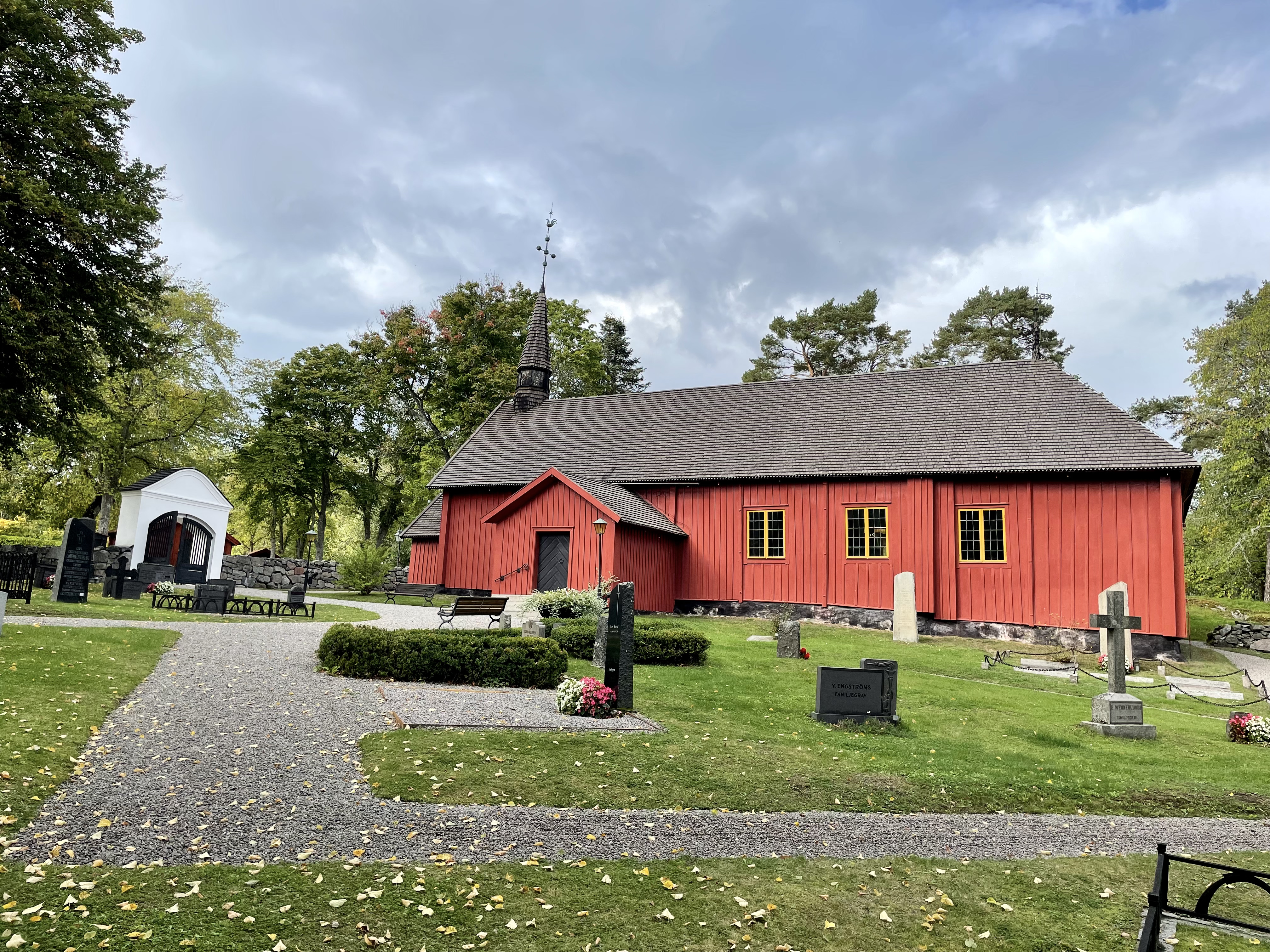
Tunabergs kyrka.
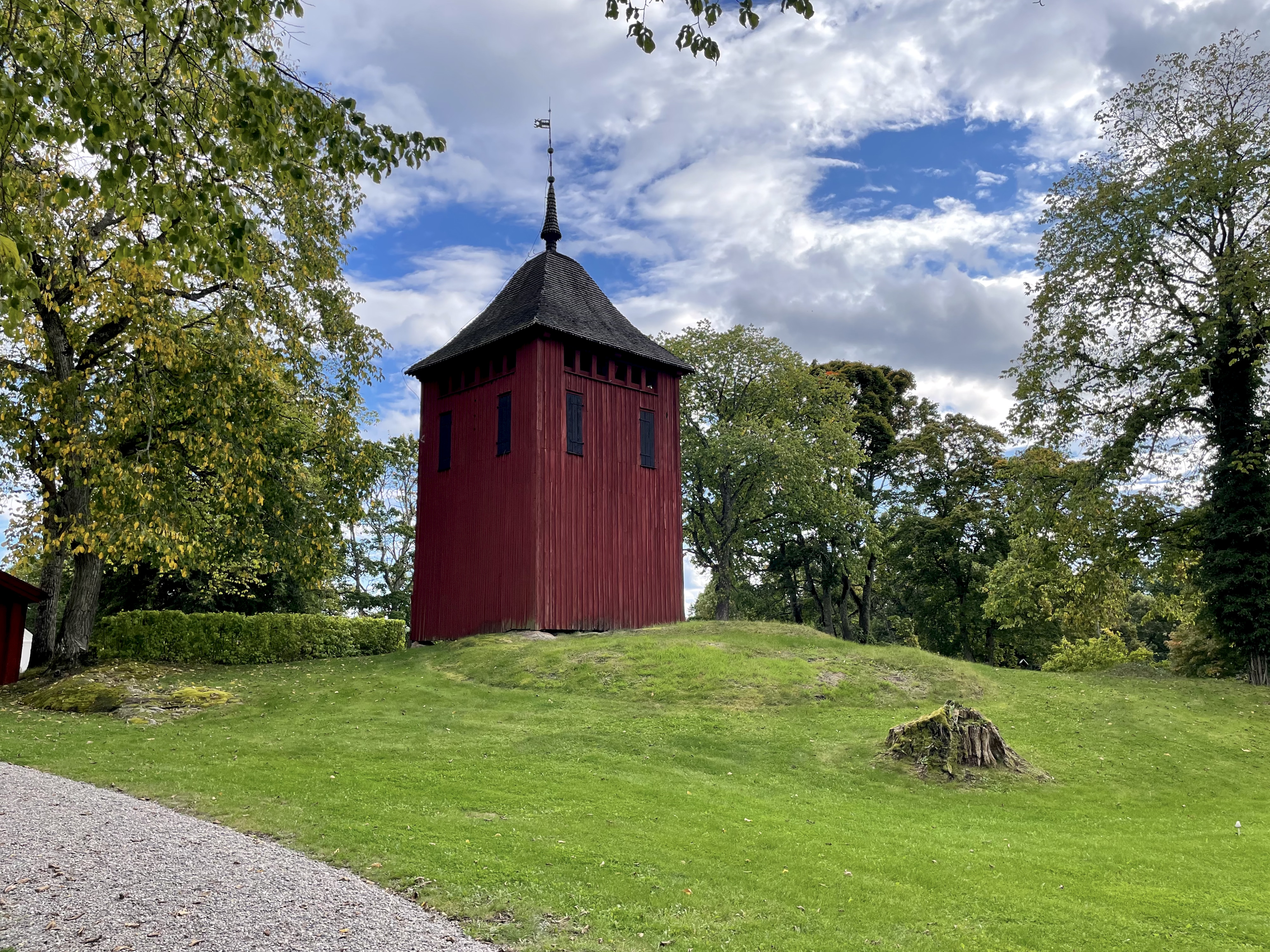
Klocktornet vid Tunabergs kyrka.